# The Very Best Things (1995–2008)
The Very Best Things (1995–2008) é um álbum dos melhores êxitos da banda Filter, lançado a 31 de Março de 2009.
É o primeiro álbum editado pela gravadora Rhino Records. O disco contém todos os êxitos da banda, dos quatro álbuns de estúdio e ainda quatro faixas de bandas sonoras em que o grupo participou.

## Faixas
1. "Hey Man, Nice Shot"
2. "Welcome to the Fold - Radio Edit"
3. "Jurrasitol"
4. "(Can't You) Trip Like I Do"
5. "Take a Picture - Radio Edit"
6. "Soldiers of Misfortune"
7. "Where Do We Go From Here - Single Edit"
8. "Dose"
9. "I'm Not the Only One"
10. "Skinny"
11. "One (Is the Loneliest Number)"
12. "The Best Things"
13. "The Only Way (Is the Wrong Way)"
14. "Thanks Bro"

Notas:
- Faixas 1 e 8: Do álbum Short Bus
- Faixas 2, 5, 9, 10 e 12: Do álbum Title of Record
- Faixa 6: Do álbum Anthems for the Damned
- Faixas 7 e 13: Do álbum The Amalgamut
- Faixa 3: Banda sonora de The Crow: City of Angels
- Faixa 4: Banda sonora de Spawn: The Album
- Faixa 11: Banda sonora de The X-Files
- Faixa 14: Banda sonora de Songs in the Key of X: Music from and Inspired by the X-Files